# Mikel Agu
Mikel Ndubisi Agu (* 27. Mai 1993 in Benin City) ist ein nigerianischer Fußballspieler.

## Karriere

### Verein
Die Anfänge von Agus Karriere lagen beim Megapp FC in Nigeria. Ab 2009 begann er für den Nachwuchs des FC Porto zu spielen. 2012 wurde Agu in den Kader der Reservemannschaft des Vereins aufgenommen und spielte hier die nächsten drei Saisons. In der Saison 2013/14 gehörte er darüber hinaus zum Kader der 1. Mannschaft und absolvierte zwei Erstligaspiele.
Für die Rückrunde der Saison 2015/16 lieh ihn Porto an den FC Brügge und für die Saison 2016/17 an Vitória Setúbal aus. Dann spielte er leihweise jeweils ein Jahr bei Bursaspor und erneut für Vitória Setúbal. 
Von Sommer 2019 bis Anfang 2021 stand Agu bei Vitória Guimarães unter Vertrag, wo er allerdings nur selten zum Einsatz kam. 
Darauf folgten 2022 noch eine Kurzanstellung in der zweiten spanischen Liga beim CF Fuenlabrada und der Wechsel zum japanischen Verein Shonan Bellmare, bei dem sich Agu nicht durchsetzte. Nach nur einem Einsatz verließ Agu den Verein im Juni 2023 wieder.

### Nationalmannschaft
Am 1. Juni 2017 debütierte Agu für die nigerianische A-Nationalmannschaft beim Testspiel in Togo (3:0). Mittlerweile absolvierte er sieben Spiele im Nigerias Nationalteam, zuletzt im November 2018. Im nigerianischen Kader zur Weltmeisterschaft 2018 stand er jedoch letztlich nicht.

## Erfolge
FC Brügge
- Belgischer Meister: 2016